# Lijst van voetbalinterlands Duitsland - Servië
Deze lijst van voetbalinterlands is een overzicht van alle officiële voetbalwedstrijden tussen de nationale teams van Duitsland en Servië. De landen speelden tot op heden drie keer tegen elkaar, te beginnen met een vriendschappelijke wedstrijd op 31 mei 2008 in Gelsenkirchen. Het laatste duel, eveneens een vriendschappelijke wedstrijd, vond plaats in Wolfsburg op 20 maart 2019.

## Wedstrijden
| № | Plaats         | Datum         | Competitie        | Wedstrijd          | Uitslag |
| - | -------------- | ------------- | ----------------- | ------------------ | ------- |
| 1 | Gelsenkirchen  | 31 mei 2008   | Vriendschappelijk | Duitsland – Servië | 2 – 1   |
| 2 | Port Elizabeth | 18 juni 2010  | WK 2010           | Duitsland – Servië | 0 – 1   |
| 3 | Wolfsburg      | 20 maart 2019 | Vriendschappelijk | Duitsland – Servië | 1 – 1   |

## Samenvatting
| Competitie        | Totaal gespeeld | Winst Duitsland | Gelijk | Winst Servië | Doelsaldo Duitsland – Servië |
| ----------------- | --------------- | --------------- | ------ | ------------ | ---------------------------- |
| WK-eindronde      | 1               | 0               | 0      | 1            | 0 − 1                        |
| Vriendschappelijk | 2               | 1               | 1      | 0            | 3 − 2                        |
| Totaal            | 3               | 1               | 1      | 1            | 3 − 3                        |

Wedstrijden bepaald door strafschoppen worden, in lijn met de FIFA, als een gelijkspel gerekend.

## Details

### Eerste ontmoeting
| Vriendschappelijk (Gelsenkirchen, Duitsland, 31 mei 2008): |       |                    |
| Duitsland                                                  | 2 – 1 | Servië             |
| Oliver Neuville 74' Michael Ballack 83'                    | goals | 18' Boško Janković |

### Tweede ontmoeting
| WK 2010 (Port Elizabeth, Zuid-Afrika, 18 juni 2010): |              | |
| Duitsland | 0 – 1        | Servië |
| | goals        | 38' Milan Jovanović |
| Joachim Löw | bondscoach   | Radomir Antić |
| Manuel Neuer Philipp Lahm Arne Friedrich Per Mertesacker Holger Badstuber 77' Sami Khedira Bastian Schweinsteiger Thomas Müller 70' Mesut Özil 70' Lukas Podolski Miroslav Klose | opstellingen | Vladimir Stojković Branislav Ivanović Neven Subotić Nemanja Vidić Aleksandar Kolarov 75' Zdravko Kuzmanović 70' Miloš Ninković Dejan Stanković Miloš Krasić 79' Milan Jovanović Nikola Žigić |
| Cacau 70' Marko Marin 70' Mario Gómez 77' | wissels      | 70' Gojko Kačar 75' Radosav Petrović 79' Danko Lazović |
| Sami Khedira 22' Philipp Lahm 32' Bastian Schweinsteiger 73' | gele kaarten | 18' Branislav Ivanović 19' Aleksandar Kolarov 57' Neven Subotić 59' Nemanja Vidić |
| Miroslav Klose 12', 37' | rode kaarten | |

### Derde ontmoeting
| Vriendschappelijk (Wolfsburg, Duitsland, 20 maart 2019): |              | |
| Duitsland | 1 – 1        | Servië |
| Leon Goretzka 69' | goals        | 12' Luka Jović |
| Joachim Löw | bondscoach   | Mladen Krstajić |
| Manuel Neuer 46' Jonathan Tah Niklas Süle Lukas Klostermann 90' Marcel Halstenberg Leroy Sané 90' Joshua Kimmich Kai Havertz 46' İlkay Gündoğan Julian Brandt 56' Timo Werner | opstellingen | Marko Dmitrović Uroš Spajić Antonio Rukavina Nikola Milenković 79' Miroslav Bogosavac 63' Sergej Milinković-Savić 88' Nemanja Maksimović 79' Darko Lazović 63' Mijat Gaćinović Adem Ljajić 70' Luka Jović |
| Marc-André ter Stegen 46' Marco Reus 46' Leon Goretzka 56' Thilo Kehrer 90' Nico Schulz 90'                                                                                   | wissels      | 63' Saša Lukić 63' Nemanja Radonjić 70' Milan Pavkov 79' Andrija Živković 79' Aleksandar Mitrović 88' Branko Jovićić                                                                                      |
| | rode kaarten | 90' Milan Pavkov |